# Rok Ovniček
Rok Ovniček, né le 29 janvier 1995 à Slovenj Gradec, est un joueur de handball slovène évoluant au sein du HBC Nantes depuis 2019.
International slovène depuis 2019, il a notamment participé au Championnat d'Europe 2020,

## Palmarès
- Championnat de Slovénie (1) : 2019